# شهرستان پورتنوف
شهرستان پورتنوف (به انگلیسی: Portneuf Regional County Municipality) یک منطقهٔ مسکونی در کانادا است که در کاپیتل-ناسیونال واقع شده‌است. شهرستان پورتنوف ۴٬۱۲۵٫۱۰ کیلومتر مربع مساحت و ۴۹٬۳۷۰ نفر جمعیت دارد.